# Minghags
Minghags, wcześniej znany jako Kiss a Good Man's Ass, to film wyreżyserowany przez Bama Margerę – skatera i gwiazdę programów Jackass i Viva la Bam.
Rozpoczęcie prac nad produkcją ogłoszono w 2004 roku, jednak ze względu na inne realizacje Bama – Viva la Bam, Jackass: Number Two i Dreamseller termin ten został przesunięty. Początkowo film miał mieć tytuł Kiss a Good Man's Ass i miał być luźną kontynuacją poprzedniego filmu Margery pt. Haggard: The Movie. Produkcja filmu zaczęła się w marcu 2005 roku, dystrybucją miał zająć się Warner Bros. Wywiad dla SuicideGirls potwierdził, że film nie będzie albo nigdy nie miał być dystrybuowany przez Warner Bros..
W 2008 roku wystartowała oficjalna strona internetowa filmu. Film miał mieć premierę w Walentynki w 2008 roku, jednak znów został przeniesiony na inny termin z powodów technicznych i prawnych.

## Fabuła
Fabuła filmu Minghags opiera się na Śmieciowym Wyciskaczu, który był przedstawiony w konkursie "Wynalazek Przyszłości" w filmie Haggard: The Movie. Urządzenie zmieniało śmieci w piwo korzenne, sok grejpfrutowy albo naftę.

## Obsada
- Bam Margera jako Lenny
- Ryan Dunn jako Tucker
- Vincent Margera jako Angel Vito
- Missy Margera jako Hot Nurse
- Brandon DiCamillo jako Hook Bar Hessian
- Rake Yohn jako Yohan
- Brandon Novak jako Gay Biker
- Steve Miller jako Steve O
- Mark Hanna jako Laughing Fanna